# Historia (skolämne)
Historia är ett skolämne som läses såväl i grundskola som i gymnasieskolan. 
Historia 1b är en 100-poängskurs på gymnasieskolan och Komvux i Sverige. Kursen är ett obligatoriskt karaktärsämne på samtliga högskoleförberedande program, förutom teknikprogrammet. På yrkesprogrammen och teknikprogrammet ersätt kursen av historia 1a1, som är en 50-poängskurs. Kursen hette tidigare Historia A.